# 佐々木淳 (研究者)
佐々木 淳（ささき あつし、1955年 - ）は、土壌・腸内細菌研究家、GBC Lab所長。2015年からバイオスフィア研究所・所長。

## 来歴
東京都新宿区生まれ。
大学を卒業後、地方公務員、外資系パソコン会社に就職。
30歳の時に独立し、映像制作会社を設立し、代表取締役に就任。
マルチメディアコンテンツ制作を行う中で、取材で訪れた牧場で土壌細菌に出会い、研究を始める。
2015年、沖縄にバイオスフィア研究所を創設し、所長に就任。
土壌改良、農業、畜産で土作り、安心安全な畜産に取り組んでいる。

## 人物
- 30年もの間、痔に悩んでいたが、取材で訪れた牧場で土を混ぜた餌を与えた牛の痔が治った例を間近に見て、同成分の発酵菌を摂り続けると自身の痔も治ったことで土壌菌の重要性を確信し、更に研究に没頭することになった[3][4]。
- このときから細菌の効果効用に目覚め、「人間の健康をつくるのは腸内細菌」という真実を世の中に広く伝えることを決意した。
- 京都に土壌改良の農場を作り、安心安全な食べ物の生産を行っている。
- 活動は日本のみならず海外にも広まり、ネパールの土壌改良のため現地に土壌改良剤工場を建設中。
- ライフワークは、「腸内環境によって健康で長生きできる人をひとりでも多く増やすこと」。

## 著書
- 免疫力を高める腸内細菌（ロングセラーズ、2022年、ISBN 978-4845424955）
- においは1日で消える! ─「体臭」「口臭」「加齢臭」が劇的に改善する腸の習慣（自由国民社、2021年、ISBN 978-4426126995）
- 腸内細菌はすごい! 健康長寿の最大兵器 （ロングセラーズ、2020年、ISBN 978-4845451128）
- 腸内細菌のベストバランスが病気にならない体をつくる（ロングセラーズ、2017年、ISBN 978-4845424023）